# Glibenclamide
La glibenclamide (conosciuta anche con il nome di glyburide) è una sulfanilurea di seconda generazione ad azione ipoglicemizzante. L'azione ipoglicemizzante è dovuta al fatto che la glibenclamide favorisce il rilascio di insulina dalle cellule beta del pancreas.

## Caratteristiche strutturali e fisiche
Il composto appare come una polvere cristallina bianca o quasi bianca. Risulta praticamente insolubile in acqua, scarsamente solubile in alcool etilico e in alcool metilico e solo moderatamente solubile in diclorometano. La sua conservazione deve avvenire al riparo dalla luce.

## Farmacodinamica
Il meccanismo d'azione di glbencamide non è completamente noto. La molecola agisce stimolando e favorendo la secrezione di insulina da parte delle cellule β del pancreas. Analogamente ad altri composti della classe delle sulfaniluree, come ad esempio gliquidone, questo effetto è il risultato di un incremento della fisiologica risposta delle cellule pancreatiche beta alle concentrazione ematiche di glucosio.
Glibenclamide favorisce la chiusura dei canali del K+ ATP-dipendenti nelle cellule beta pancreatiche, con conseguente depolarizzazione della membrana ed attivazione dei canali L-type del calcio. L'aumentato afflusso di questo ione all'interno delle cellule pancreatiche comporta il legame e l'attivazione della calmodulina. La tappa finale è rappresentata dal rilascio di insulina, legato alla esocitosi di vescicole contenenti tale ormone.

Similmente ad altre molecole della stessa classe (sulfaniluree) la molecola è dotata di meccanismi d'azione ipoglicemizzanti di tipo extrapancreatico (aumentata sensibilità periferica all'insulina, riduzione della produzione basale di glucosio da parte del fegato, riduzione della degradazione epatica dell'insulina endogena) che si rendono più evidenti in una seconda fase del trattamento.

## Farmacocinetica
A seguito di somministrazione per via orale la glibenclamide è assorbita quasi completamente (85%) dal tratto gastrointestinale. La concentrazione plasmatica massima (Cmax) viene raggiunta in genere entro 2-4 ore dall'assunzione della molecola.
Nell'organismo la glibenclamide viene metabolizzata in gran parte nella ghiandola epatica ad opera del citocromo P450, in particolare grazie alle isoforme CYP2C9, CYP2C19 e CYP3A4.
Sono noti alcuni metaboliti, in particolare la 4-trans-idrossi-glibenclamide e la 3-cis-idrossi-glibenclamide, farmacologicamente attivi e che quindi contribuiscono all'azione ipoglicemizzante.
La molecola ed i metaboliti sono eliminati entro 24 ore sia attraverso l'emuntorio renale che attraverso la bile.

## Usi clinici
Indicata nel trattamento del diabete di tipo 2 (insulino-indipendente), in pazienti non in sovrappeso o nei quali la metformina sia controindicata o non tollerata, in associazione ad opportune misure dietetiche e a regolare esercizio fisico (dieta ed esercizio fisico rappresentano la prima misura terapeutica nella gestione del paziente diabetico). La glibenclamide può essere somministrata in monoterapia o in associazione. In associazione ad insulina ne potenzia l'azione ipoglicemizzante permettendo di ridurne le dosi.

## Effetti collaterali e indesiderati
L'evento avverso più pericoloso che si può manifestare in corso di trattamento con glibenclamide è una grave ipoglicemia, specialmente se il paziente non aderisce adeguatamente alle prescrizioni dietetiche e non si alimenta con regolarità nell'orario dei pasti o, addirittura, evita di assumere determinati pasti. L'ipoglicemia si verifica con maggiore probabilità in soggetti debilitati o di età avanzata, in caso di attività fisica inconsueta, e in concomitanza all'assunzione di bevande alcooliche.
Il rischio di ipoglicemia è maggiore con le sulfaniluree a lunga durata d'azione (glibenclamide e clorpropamide), rispetto a quelle con azione più breve (gliclazide e tolbutamide).
In molti soggetti sono stati riscontrati disturbi gastrointestinali ed in particolare dispepsia, nausea, vomito, dolore addominale, diarrea o stipsi. Più raramente sono stati segnalati casi di epatotossicità con incremento delle transaminasi (AST, ALT e fosfatasi alcalina), epatite acuta ed ittero colestatico. 
Il corteo sintomatologico proprio dei disturbi gastroenterici può essere evitato od almeno ridotto nella sua intensità semplicemente con l'accortezza di assumere il farmaco con del cibo, ad esempio una leggera colazione.
In letteratura medica sono segnalati disturbi ematici rari ma potenzialmente pericolosi per la vita, e tra questi in particolare trombocitopenia talvolta associata a porpora, anemia aplastica, anemia emolitica (in particolare in soggetti affetti da deficienza della glucosio-6-fosfato-deidrogenasi), leucopenia, granulocitopenia, agranulocitosi.

## Dosi terapeutiche
Il dosaggio di glibenclamide deve essere individualizzato e va regolato sulla base dei dati del controllo metabolico effettuato nel corso del trattamento. In genere si inizia con mezza compressa (pari a 2,5 mg di principio attivo) al giorno per poi aumentare gradualmente la dose giornaliera di ulteriori 2,5 mg, ma solo dopo aver effettuato gli appositi accertamenti metabolici (controlli seriati della glicemia pre e post prandiale).

Il farmaco deve essere assunto da mezzora a 1 ora prima del pasto o durante lo stesso. Quando i pasti vengono assunti ad orari irregolari o non vengono consumati, aumenta il rischio che il paziente possa sperimentare un episodio di ipoglicemia. Per tale motivo la dieta rappresenta il caposaldo e il primo intervento terapeutico nella gestione del paziente diabetico. Il ricorso alla terapia con glibenclamide deve sempre essere associato ad un adeguato regime alimentare.
Anche l'attività fisica deve essere eseguita con regolarità, sia per il benefico effetto sul profilo glicemico, sia per evitare pericolosi episodi ipoglicemici.

## Sovradosaggio
Nei casi di sovradosaggio accidentale o volontario si registrano i sintomi correlati a ipoglicemia. Questi comprendono: cefalea, fame imperiosa, nausea, vomito, stanchezza, sonnolenza, disturbi del sonno, irrequietezza, aggressività, difficoltà di concentrazione, alterazione dello stato di vigilanza e del tempo di reazione, depressione, confusione mentale, disturbi della parola o della vista, afasia, tremore, paralisi, disturbi sensori, vertigini, debolezza, perdita di autocontrollo, delirio, convulsioni cerebrali.
Nei casi più gravi il soggetto può perdere la coscienza e scivolare in uno stato di coma, con respirazione superficiale e bradicardia.
Possono inoltre presentarsi segni della contro-regolazione adrenergica quali sudorazione, pelle fredda ed umida, ansietà, tachicardia, ipertensione, palpitazioni, angina pectoris ed aritmie cardiache.
Nel caso di paziente cosciente è sufficiente la somministrazione di carboidrati (una zolletta di zucchero per os) mentre in caso di soggetto in stato di coma è necessario ricorrere alla infusione di soluzioni glucosate per via endovenosa. Inoltre dette infusioni debbono essere continuate per almeno 36 ore dopo il ritorno a normali valori di glicemia, per il rischio concreto di ricaduta.

## Gravidanza e allattamento
La somministrazione di sulfaniluree durante il parto può causare una grave ipoglicemia persistente nel neonato. Il farmaco di scelta, per il trattamento del diabete in gravidanza, rimane pertanto l'insulina per la sua capacità di mantenere sotto controllo la glicemia e per l'assenza di effetti potenzialmente tossici sul feto: l'insulina infatti non oltrepassa la barriera placentare. Nelle pazienti nelle quali la somministrazione di insulina presenta delle criticità, la glibenclamide può rappresentare una valida alternativa. In ogni caso viene raccomandato di interrompere la terapia con glibenclamide almeno 2 settimane prima del parto. Poiché le fluttuazioni della glicemia nelle pazienti diabetiche possono indurre anomalie congenite e mortalità perinatale, è importante che il trattamento antidiabetico non sia interrotto per alcun motivo.
Sulla base dei dati di letteratura medica, il trattamento antidiabetico con glibenclamide può essere considerato compatibile con l'allattamento al seno.
Glibenclamide, come altre sulfaniluree di seconda generazione, si lega infatti alle proteine plasmatiche con un legame di natura non ionica, pertanto, è verosimile che il passaggio dell'ipoglicemizzante nel latte materno possa avvenire in percentuale pressoché trascurabile.
Dopo la somministrazione di glibenclamide a dosi pari a 5 e 10 mg, la misurazione della concentrazione della solfanilurea nel latte materno 8 ore dopo non ha rilevato tracce di farmaco. Dati sovrapponibili sono stati osservati dopo 5-16 giorni, in caso di somministrazione di 5 mg/die.

## Interazioni
- Ciclosporina: la contemporanea somministrazione di glibenclamide e ciclosporina in pazienti con trapianto renale può comportare un rilevante aumento dei livelli plasmatici (circa il 57 %) dell'immunosoppressore.[20][21]
- Fluconazolo: la terapia di associazione con glibenclamide comporta un aumento dei livelli plasmatici dell'ipoglicemizzante.[22]
- Farmaci beta-bloccanti (propranololo, acebutolo, atenololo ed altri): la co-somministrazione con glibenclamide ne aumenta gli effetti ipoglicemizzanti.[23]
- Acido acetilsalicilico e salicilati: la terapia di associazione con glibenclamide può comportare un potenziamento degli effetti ipoglicemizzanti della sulfanilurea.[24]
- Rifampicina: la co-somministrazione con glibenclamide riduce gli effetti ipoglicemizzanti della sulfanilurea.[25]
- Claritromicina: la contemporanea associazione con glibenclamide ne potenzia l'attività ipoglicemizzante incremenmtando pertanto il rischio di severa ipoglicemia.[26]

## Avvertenze
Insufficienza renale cronica (IRC): la somministrazione di glibenclamide dovrebbe essere evitata in pazienti con insufficienza renale cronica di stadio 3-5. La glibenclamide ha un metabolita attivo che è escreto attraverso il rene e il cui accumulo può causare un'ipoglicemia prolungata in pazienti con IRC.